# Mihail Cantacuzino (ban)
Mihail Cantacuzino a fost un boier din Țara Românească, care a deținut înalta dregătorie de ban. Cunoscut pentru erudiția lui, a emigrat în 1776 în Rusia, în urma războiului ruso-turc din 1768-1774. 